# Герб Алперт
Герб Алперт, Герберт Алперт (англ. Herb Alpert, Herbert Alpert; *31 березня 1935, Лос-Анджелес), американський джазовий трубач українського походження. Композитор, аранжувальник і керівник оркестру, відоміший як співвласник однієї з найбільших і найуспішніших протягом останніх тридцяти [джерело?] років компанії грамзапису «A&M Records». За свою кар'єру записав 14 платинових і 15 золотих альбомів, отримав вісім нагород «Grammy», 14 його альбомів стали платиновими, а 15 — золотими. Вільний від музики час Герб присвячує абстрактному живопису і скульптурі. Співпрацював з Ґато Барб'єрі (Gato Barbieri), Рітою Кулідж (Rita Coolidge), Джімом Брікманом (Jim Brickman), Брайаном Калбертсоном (Brian Culbertson), Девідом Ланцом (David Lanz) та іншими.

## Біографія
Герберт Алперт народився 31 березня 1935 р. у Лос-Анджелесі в емігрантській родині, вихідців із старовинного українського міста Радомишль, Житомирської області. Його дід Аврум Альперт, який займався торгівлею, помер у Радомишлі 1912 р. у 96-річному віці. Діти Аврума з п'яти шлюбів емігрували з Радомишля на початку ХХ століття. Дехто з представників родини Альпертів залишився в Радомишлі і тут скінчив свій земний шлях. Батько Герба, також музикант-трубач, прилучив сина до музики, що стала для нього спочатку мрією, а потім і справою життя. У восьмирічному віці Герберт вперше взяв у руки трубу, а закінчивши середню школу Fairfax High School, вирішив стати джазменом. Проте, наступні два роки йому довелося служити в армії, де грав на трубі у військовому оркестрі.
Демобілізувавшись, Алперт пробував свої сили як актор, але врешті вирішив стати музикантом. На початку 1950-х протягом двох років грав у оркестрі «USC Trojan Marching Band» Університету Південної Каліфорнії. У 1956 році озвучував фільми в Голлівуді як сесійний музикант, наприклад фільм «Десять заповідей», у якому він також грав епізодичну роль барабанщика на горі Синай, яка не вказана в титрах. У 1962 році він появився у фільмі «Пан Гобс йде у відпустку», де грав роль музиканта в естрадному оркестрі і навіть зіграв соло.
У Голлівуді в 1957 р. Герб познайомився з Лу Адлером. Вони почали разом складати пісні і за короткий час їх прийняли на роботу у фірмі Keen Records. Тут для головного артиста, Сема Кука, написали чотири хіти підряд (в тому числі великий Wonderful World) під колективним псевдонімом Барбара Кемпбелл. Роком пізніше Лу і Герб продюсували Baby Talk, перший хіт дуету Jan and Dean на Dore Records і Alley Oop у версії вокального квартету Dante & the Evergreens.
Не зважаючи на свої успіхи, Алперт продовжує мріяти про кар'єру виконавця. У березні 1962, коли альянсу з Адлером настав кінець, Герб і його продюсер Джері Мосс (Jerry Moss, p. 1946) відкрили свій лейбл Carnival Records, їхнім офісом на початку був голлівудський гараж Алперта. Літом вони придумали для своєї компанії назву A&M (від своїх прізвищ). Перебуваючи в Мексиці, в місті Тіхуана, йому пощастило почути маріачі під час бою биків, а в жовтні видати інструментальну п'єсу Сола Лейка The Lonely Bull, із стилізованим мексиканським ритмом, звучанням оркестру мар'ячі і звуками кориди. На обкладинці, за вимогою Мосса, було внесено назву фіктивного оркестру Tijuana Brass (ніби, він походив із цього мексиканського містечка!). До грудня 1962 сингл піднявся до 6-й рядка в чартах, відкривши шлях до успіху як Алперту, так і A&M. Преса швидко дала назву новому жанру «амер‘ячи».
До кінця 1963 публіка хотіла почути виступи групи на концертах. На початку наступного року Алперт провів прослуховування і сформував чудовий оркестр Tijuana Brass  у складі: Пат Сенаторе (Pat Senatore) — гітара і Джон Пізано (John Pisano) — гітара, Лу Пагані (Lou Pagani) — клавішні, фортепіано, Боб Едмондсон (Bob Edmondson) — труба і Тонні Калаш (Tonni Kalash) — труба та Нік Черолі (Nick Cedili- ударні). Протягом наступних восьми років вони видали дванадцять альбомів, які стали «золотими» (п'ять із них протримались на вершині альбомних чартів загалом тридцять два тижні!). Тринадцять їхніх синглів потрапило до «Топ 100», у тому числі A Taste Of Honey (№ 7), Zorba The Greek (№ 11), The Work Song (№ 18), Mame (№ 19) і This Guy's in Love With You (пісня Бакарака і Девіда), яка у червні 1968 цілий місяць трималася на вершині чартів. У Британії пісня була лише 3-ю, але три рази верталась до «Топ 100». У 1966 A Taste Of Honey була відзначена двома преміями «Греммі» як «найкращий запис» та «найкращий не-джазовий інструментал 1965». Роком пізніше вони отримали ще одну премію за What Now My Love (знову за не-джазовий інструментал). За 1966 було продано близько 13 мільйонів грампластинок.
У кінці 1969 Алперт був вимушений відмовитися від гастролей, щоб більше приділяти уваги A&M. Протягом 60-х років фірма з успіхом наповняла ринок латино-мексиканськими ритмами (Baja Marimba Band, Серхіо Мендес, Крис Монтез та інші), у вересні 1966 за мільйон доларів купила колись побудовану Чарлі Чапліним студію CBS на Сансет-бульварі. З кінця того ж десятиліття почався прорив на рок-ринок США із звукозаписами рок-групи Procol Harum, Carpenters, Пітера Фремптона, Джо Кокера, Кета Стівенса, а пізніше Styx, Police, Supertramp, Джоан Арматрейдінг, Джо Джексона та інші.
На початку 1970-х років Герб реорганізував The Tijuana Brass у складі: Едмондсон, Пізано, Черолі и Боб Фіндлі (Bob Findley) — труба, Дейв Фішберг (Dave Fishberg) — клавішні, Вінс Чарлз (Vince Charles) — перкусія і Лані Голл (Lani Hall) — экс-вокалістка Sergio Mendes and Brasil'66. У 1979 Алперт після довгої перерви записав пісню Енді Армера і свойого племінника Ренді Бадазза Rise. Продюсер популярного серіалу General Hospital Джилл Фелпс вирішила пустити Rise в одному із найбільше драматичних епізодів фільму, що в значній мірі збільшило його популярність. У жовтні 1979 пісня на два тижні очолила американські чарти, а однойменний альбом став 6-м. Пізніше Rise принесла Алперту ще одну «Гремі» за «найкращий поп-інструментал».
На початку 1987 про Алперта заговорили знову, а саме після того коли виконав соло на трубі у пісні UB 40 Rat in The Kitchen, і в лютому того ж року видав «золотий альбом» Keep Your Eyes On Me. Його пропагували популярні танцювальні продюсери Джимі Джем i Террі Льюіс. Заголовний номер став хітом в Британії (№ 19), а Diamonds, з другим вокалом Джанет Джексон, 5-м в США. У вересні третя пісня із альбому, Making Love in The Rain, досягла 35-го рядка. В тому ж році було відзначено 25 літній ювілей компанії A&M, і до сьогодні незалежної та процвітаючої.

## Особисте життя
Герб Альперт був одружений з 1956 по 1971 роки на Шерон Мей Любін і у них двоє дітей: дочка Eden і син Dore.
З 1974 року Альперт одружений з Lani Hall, співачкою групи Sérgio Mendes band Brasil '66. У них є дочка — артистка Арія Альперт.

## Дискографія
- The Lonely Bull (1962)
- Volume 2 (1963)
- South Of The Border (1964)
- Whipped Cream AND Other Delights (1965)
- Going Places (1966)
- What Now, My Love (1966)
- S.R.O. (1966)
- Sounds Like (1967)
- Herb Alpert's Ninth (1967)
- The Beat Of The Brass (1968)
- Christmas Album (1968)
- Warm (1969)
- The Brass Are Comin' (1969)
- Merry Christmas From Herb Alpert (1969)
- Greatest Hits (1970)
- Summertime (1971)
- Solid Brass (1972)
- Foursider (1973)
- You Smile — The Song Begins (1974)
- Coney island (1975)
- Just You and Me (1976)
- Greatest Hits, Vol.2 (1977)
- Main Event Live (1978)
- Herb Alpert and Hugh Masekela (HORiZON, 1978)
- This Guy's in Love With You (MFP, 1979)
- Rise (1979) Beyond (1980)
- Magic Man (1981)
- Fandango (1982)
- Blow Your Own Horn (1983)
- Bullish (1984)
- Wild Romance (1985)
- Keep Your Eyes On Me (1987)